# Pellagra
Pellagra is een vitaminedeficiëntieziekte, die meestal samenhangt met een chronisch gecombineerd tekort aan nicotinezuur (vitamine B3) en zijn precursor, het essentiële aminozuur tryptofaan.
Een tekort aan vitamine B3 treedt niet zo snel op, omdat het lichaam deze vitamine uit het aminozuur tryptofaan zelf kan maken. Bij chronisch alcoholisme kan men wel een tekort aan deze vitamine hebben. Ook gastrointestinale malabsorptie en het gebruik van bepaalde medicatie kan pellagra veroorzaken. Met name gaat het dan om 5-fluoro-uracil, isoniazide, pyrazinamide, ethionamide, mercaptopurine, hydantoïne, fenobarbital en chlooramfenicol.
In Europa en Noord-Amerika komt pellagra zelden voor, behalve in speciale gevallen zoals bij alcoholisme. In ontwikkelingslanden komt deze ziekte echter frequent voor en is de meest frequent voorkomende voedingsdeficiëntie bij volwassenen.
In en vlak na de Tweede Wereldoorlog kwam de ziekte voor onder oorlogsslachtoffers, zoals in de Japanse krijgsgevangenkampen en bij de Dodenspoorlijn, en in de goelags (Communistische werkkampen) in de Sovjet Unie ten gevolge van voedselgebrek (en uitputting).

## Symptomen

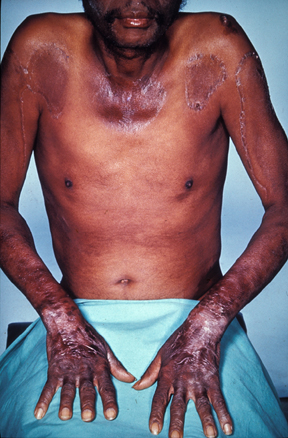
De dermatologische kenmerken van deze aandoening omvatten huidschilfering, erytheem en keratose van aan de zon blootgestelde huid, alle te zien bij deze patiënt.

Van oudsher wordt pellagra beschreven met de "vier D's": diarree, dermatitis, dementie en dood.
Specifieker beschreven zijn de volgende symptomen mogelijk:
- diarree met bloed
- schilferende huidaandoeningen (fotosensitieve dermatitis)
- hoofdpijn
- huidkloofjes
- mondslijmvliesontsteking
- pijnlijke rode lippen
- bilaterale zwelling van de oorspeekselklier (parotisklier)
- verminderde eetlust
- aandoeningen van het zenuwstelsel met gevoels- en gezichtsstoornissen en dementie.